# ジャコポ・デ・ドンディ

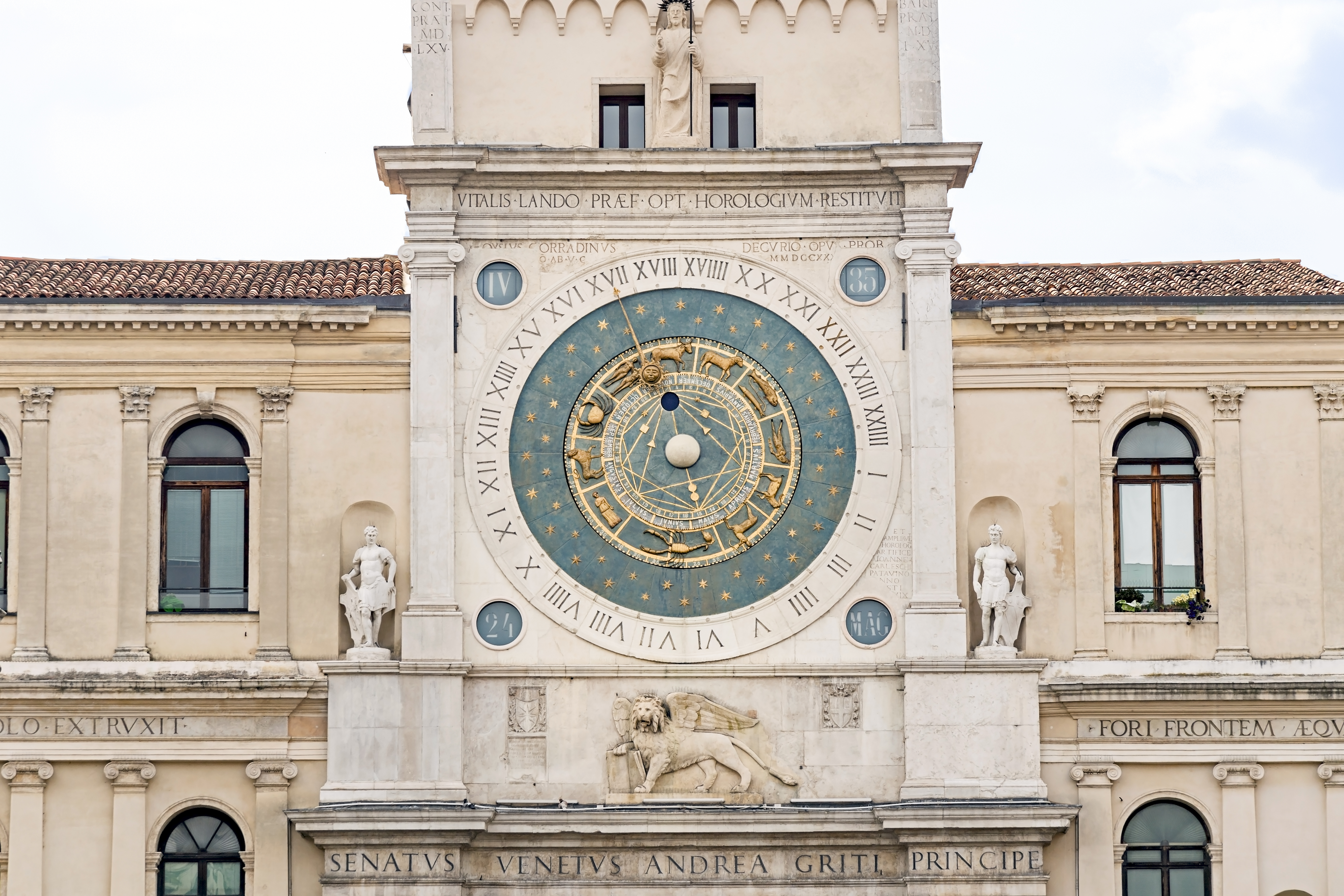
ベニスの時計塔にある天文時計のレプリカ

ヤコポ・デ・ドンディまたはヤコポ・ドンディ・デッロロロージョ（Jacopo Dondi dell'Orologio、1290年 - 1359年）は、イタリアのパドヴァで活躍した医師、天文学者、時計技師である。今日では、時計の設計と製造の技術のパイオニアとして知られている。同じく時計技師であったジョヴァンニ・デ・ドンディの父親である。ヤコポは、外科学、薬理学、天文学、自然科学等の分野で多くの著作を残した。

## 人生
ヤコポ・デ・ドンディは、イザッコ（Isacco）という名前の医師の息子としてキオッジャに生まれた。パドヴァ大学に通い、1313年にキオッジャの町医者に選ばれた。1327年頃、ザッカロータ・チェントラーゴ（Zaccarota Centrago）と結婚し、8人の子供をもうけた。1330年に生まれた2人目の子供がジョヴァンニで、天文時計の製造者として有名である。1334年2月28日、ヤコポはドージェのフランチェスコ・ダンドロからヴェネツィアの市民権を与えられた。1342年にパドヴァに移り、大学の医学と天文学の教授となった。
彼は、ウベルティーノ1世から依頼されたダイヤル付きの大時計の建造を監督した。さらに彼はその設計にも携わった可能性がある。時計は、1344年にパドヴァのカピタニアート宮殿の塔に取り付けられた。この時計は、1時から24時まで示すことができ、また月齢、月相や黄道上の太陽の位置を表示していたという証拠がある。塔と時計は、1390年にミラノ人が宮殿を襲った際に破壊された。1428年に作られた時計のレプリカは、パドヴァの時計塔にある。
彼は、1359年4月29日から5月26日の間にパドヴァで死去し、サン・ジョヴァンニ洗礼堂の外に埋葬された。

## 関連文献
- Andrea Gloria (1884) Monumenti della Università di Padova (1222–1318), in Memorie del Reale Istituto Veneto di Scienze, Lettere, ed Arti, 22
- Andrea Gloria (1888) Monumenti della Università di Padova (1318-1405), in Univ. Studi., vols: I-II.
- Andrea Gloria (1896) "I due orologi meravigliosi inventati da Jacopo e Giovanni Dondi", in Arti del Reale Istituto Veneto di Scienze, Lettere, ed Arti, Series 7. 7:7.